# Incisa Scapaccino
Incisa Scapaccino es una localidad y comune italiana de la provincia de Asti, región de Piamonte, con 2.256 habitantes.

## Evolución demográfica
| Gráfica de evolución demográfica de Incisa Scapaccino entre 1861 y 2001 |
|                                                                         |
| Fuente ISTAT - elaboración gráfica de Wikipedia                         |